# کالوا (لیکور)
کالوا (اسپانیایی: Kahlúa‎) یک لیکور با طعم قهوه از کشور مکزیک است. این لیکور حاوی رام (نوشیدنی)، شربت ذرت و وانیل است.

## تاریخچه
Pedro Domecq تولید Kahlúa را در سال ۱۹۳۶ (از حالا و بعد همه تاریخ ها به جوز میلادی نوشته شدن) آغاز کرد.  نام آن Kahlúa به معنای «خانه مردم آکولهوا » در زبان وراکروز ناهواتل بود. ژول برمن اولین واردکننده لیکور به ایالات متحده بود که نام مستعار "آقای کاهلوا" را برای او به ارمغان آورد.  این شرکت در سال ۱۹۹۴ با Allied Lyons ادغام شد و به Allied Domecq تبدیل شد. به نوبه خود، آن شرکت تا حدی در سال ۲۰۰۵ توسط Pernod Ricard ،  بزرگترین توزیع کننده مشروبات الکلی در جهان از زمان ادغام آن با Vin & Sprit سوئدی در مارس ۲۰۰۸ خریداری شد.
ز سال ۲۰۰۴، محتوای الکل کاهلوا ۲۰٪ است. نسخه های قبلی ۲۶.۵% داشتند.  در سال ۲۰۰۲، یک محصول گران‌تر و گران‌قیمت‌تر به نام "Kahlúa Especial" در ایالات متحده ، کانادا و استرالیا پس از اینکه قبلاً فقط در بازارهای معاف از عوارض عرضه می‌شد، در دسترس قرار گرفت. ساخته شده با دانه های قهوه عربیکا که در وراکروز ، مکزیک رشد می کند،  Kahlúa Especial دارای محتوای الکل ۳۶٪ است، ویسکوزیته کمتری دارد و نسبت به نسخه معمولی آن شیرین تر است.
در سال ۲۰۲۱ Kahlúa یک طرح بطری جدید را برای بازار بریتانیا معرفی کرد. همچنین محتوای الکل را به ۱۶٪ کاهش داد تا به گرایش‌های «در حال تکامل» مصرف‌کنندگان به سمت نوشیدن آگاهانه و گزینه‌های کمتر الکل بپردازد.  برای بازار ایالات متحده، Kahlúa طراحی سنتی تر بطری و محتوای الکل را حفظ کرده است. 

### استفادگی
کاهلو برای تهیه کوکتل یا نوشیدنی تمیز یا روی یخ استفاده می شود. برخی افراد از آن هنگام پخت دسر و/یا به عنوان رویه بستنی ، کیک و چیزکیک استفاده می کنند. به روش های مختلفی مخلوط می شود، اغلب با ترکیبات مختلف شیر، خامه، قهوه و کاکائو.
از آنجایی که کاهلو از دانه های قهوه تهیه می شود، حاوی کافئین است. به گفته این شرکت، "کاهلوا شامل حدود ۱۰۰ عدد است ppm کافئین یعنی حدود ۱۰۰ میلی گرم در لیتر محصول بنابراین، برای یک استاندارد ۱.۵  اونس [۴۵ میلی لیتر] نوشیدنی کاهلو حدود 5 عدد خواهد بود میلی گرم کافئین فقط برای در نظر گرفتن آن، یک ۸ اونس [۲۴۰ میلی لیتر] قهوه دم شده می تواند حاوی حدود ۲۰۰باشد میلی گرم کافئین." 
کاهلو یک عنصر کلیدی در چندین کوکتل قابل توجه است:
- Alfonso Xiii آلفونسو XIII
- Espresso Martini اسپرسو مارتینی
- White Russian "روسی سفید"
- Black Russian "روسی سیاه"
- Mind Eraser میند ایرایسر
- B-۵۲ || بی - ۵۲
- Baby Guinness بیبی گینس
- Kahlúa Sour کالوها ساور
- Moose Milk موس میلک
- Mudslide مودسلید
- Spanish coffee قهوه اسپانیایی
- Dirty Mother دیرتی مادر

### جوایز -

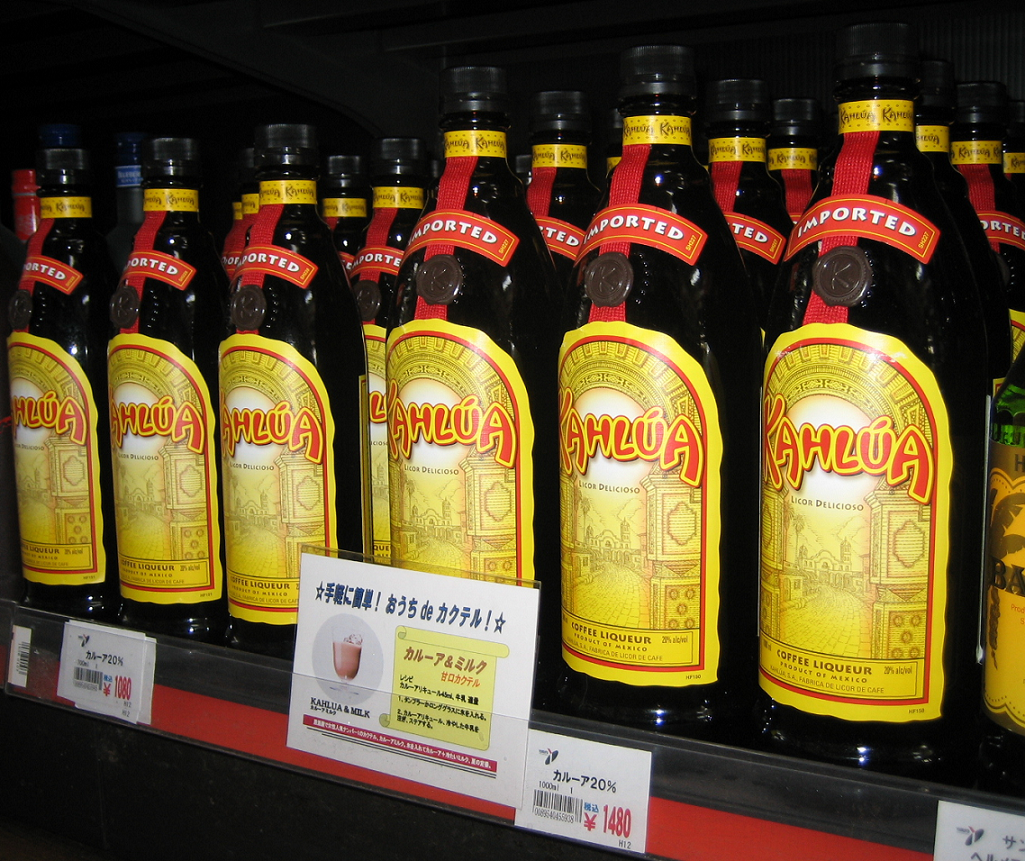
Kahlúa برای فروش در یک مشروب فروشی در فوکوشیما ، ژاپن

Kahlúa و Kahlúa Especial از سازمان‌های بین‌المللی درجه‌بندی روح دریافت کرده‌اند. مسابقات جهانی ارواح
سانفرانسیسکو به Kahlúa Especial سه مدال نقره بین سال‌های ۲۰۰۵ تا ۲۰۰۷ و یک برنز در سال ۲۰۰۹ اهدا کرد  موسسه تست نوشیدنی در سال ۲۰۰۷ به Especial امتیاز ۸۵ داد 

## نگارخانه

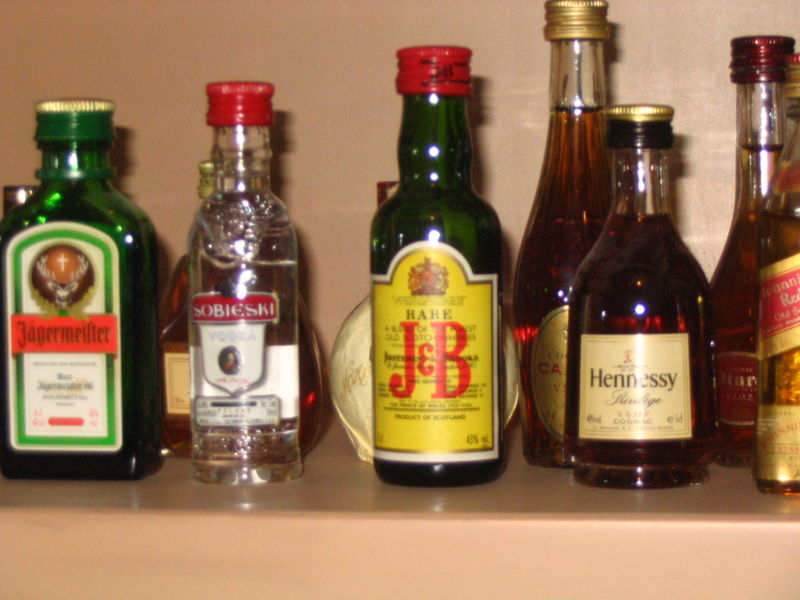
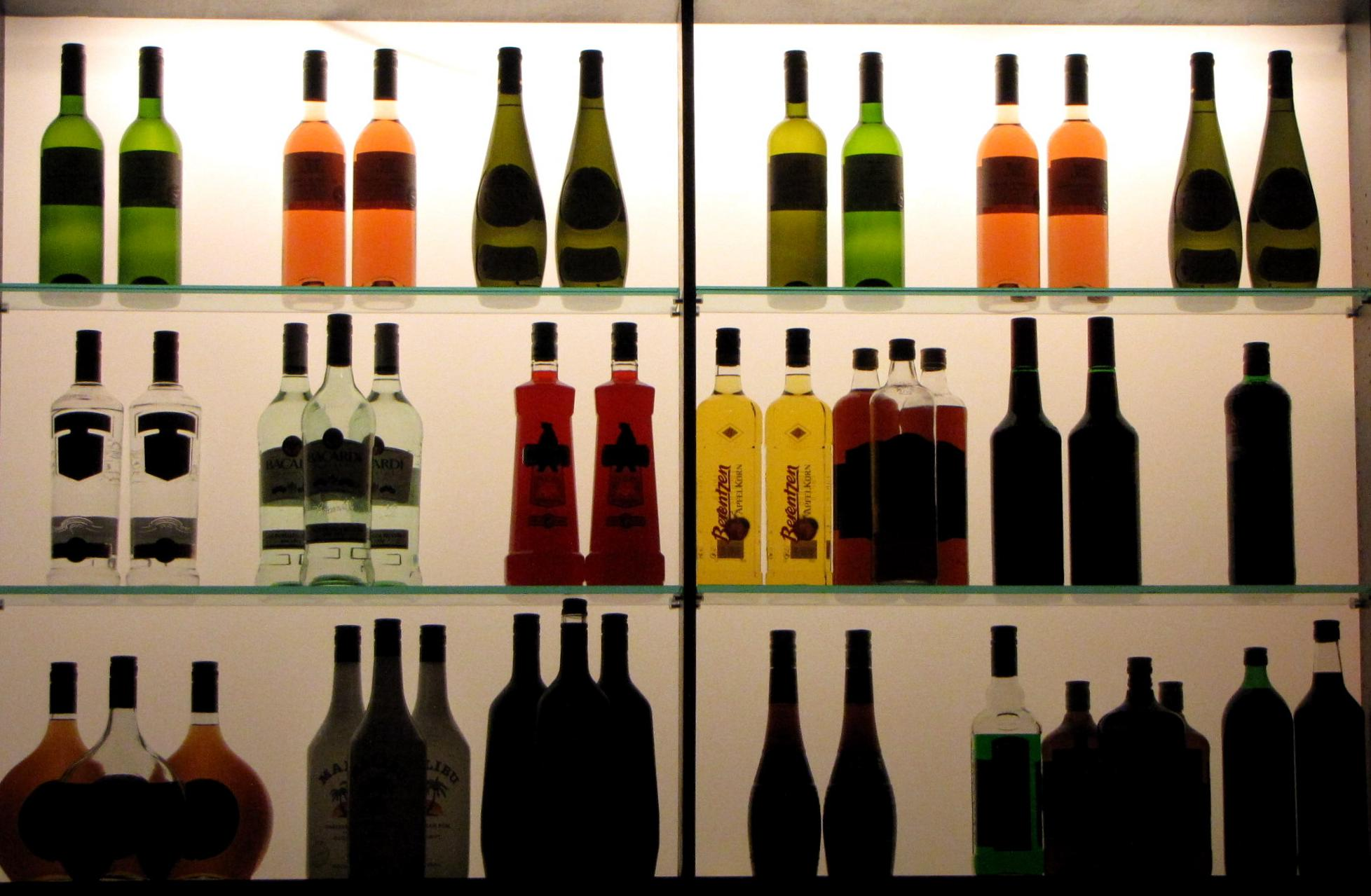
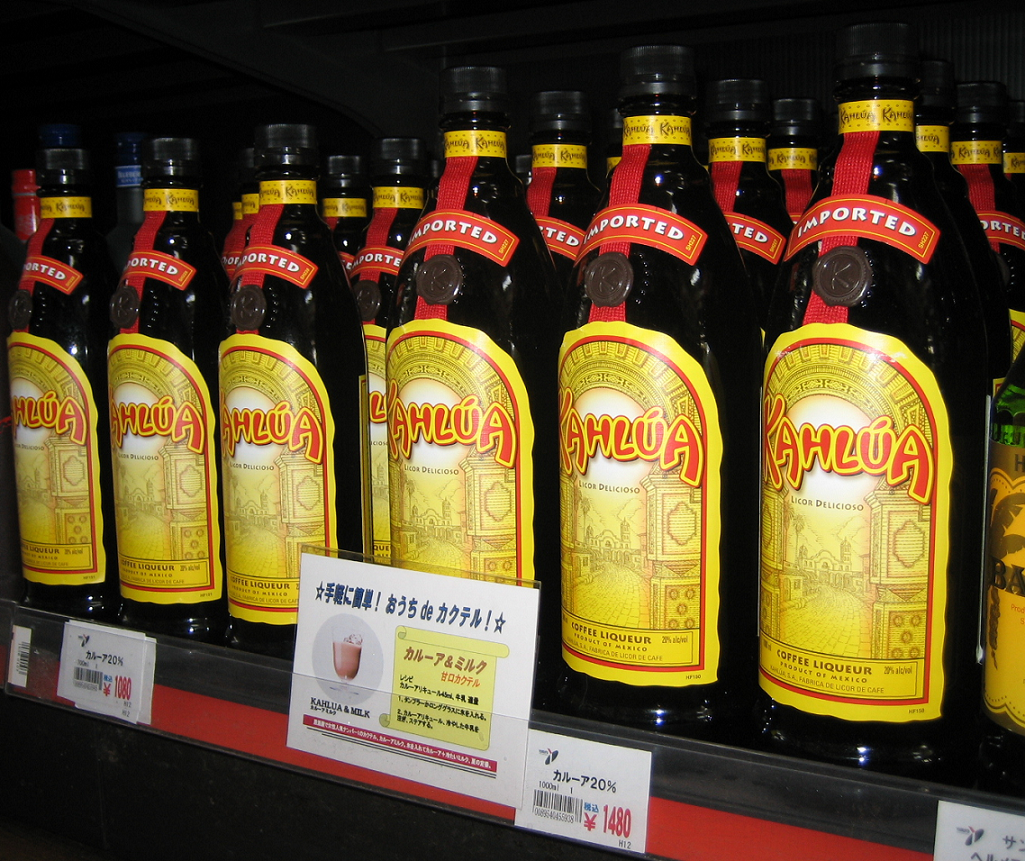